# Puerta de la Villa de Monteagudo de las Vicarías
La Puerta de la Villa está situada en la localidad española de Monteagudo de las Vicarías (Soria). Era la principal puerta de entrada al recinto amurallado (villa o pueblo), conocida como "Puerta de la Villa" o "Puerta Sur".
Es la única, de las tres que hubo en la villa, que se conserva; las otras dos, la Falsa y la Nueva, desaparecieron.
Posee arco apuntado, similar al de la puerta del castillo, y está defendida por sus correspondientes matacanes. Una hilera de airosas almenas remata el conjunto.
Son perceptibles las huellas, en la piedra del anclaje de las puertas (goznes,...)